# قانونی‌بودن ماری‌جوانا

وضعیت قانونی نگه‌داری ماری‌جوانا به منظور مصرف تفریحی
----
قانونی
غیرقانونی ولی جرم‌زدایی شده
غیرقانونی ولی بدون سخت‌گیری
غیرقانونی
وضعیت قانونی نامشخّص

قانونی بودن ماری‌جوانا (شاه‌دانه یا گل) بسته به کشور متفاوت است. در بیشتر کشورها داشتن ماری‌جوانا غیرقانونی است و از زمان ممنوعیت گستردهٔ ماری‌جوآنا در اواخر دههٔ ۱۹۳۰ غیرقانونی بوده‌است. به هر روی، بسیاری از کشورها مخصوصاً در آمریکای شمالی، آمریکای جنوبی و اروپا داشتن مقادیر اندک ماری‌جوانا را جرم زدایی کرده‌اند. علاوه بر این در هلند، و آمریکا و کانادا داشتن آن قانونی یا به‌طور مؤثر قانونی است زیرا دولت فدرال اعلام کرده‌است تصویب این قانونی بودن را سد نخواهد کرد.
به هر حال داشتن حتی مقادیر کم ماری‌جوانا در برخی کشورها خصوصاً در شرق و جنوب شرق آسیا می‌تواند مجازات زندان و حتی مرگ در پی داشته باشد.

## گاه‌شمار قانونی‌سازی
| کشورهایی که مصرف تفریحی ماری‌جوانا را قانونی کرده‌اند | کشورهایی که مصرف تفریحی ماری‌جوانا را قانونی کرده‌اند | کشورهایی که مصرف تفریحی ماری‌جوانا را قانونی کرده‌اند | کشورهایی که مصرف تفریحی ماری‌جوانا را قانونی کرده‌اند |
| کشور                                                | تاریخ اجرا                                          | اعطای مجوز فروش                                     |                                                     |
| --------------------------------------------------- | --------------------------------------------------- | --------------------------------------------------- | --------------------------------------------------- |
| اروگوئه                                             | دسامبر ۲۰۱۳                                         | ژوئیه ۲۰۱۷                                          |                                                     |
| گرجستان                                             | ۳۰ ژوئیه ۲۰۱۸                                       | صادر نشده                                           |                                                     |
| آفریقای جنوبی                                       | ۱۸ سپتامبر ۲۰۱۸                                     | صادر نشده                                           |                                                     |
| کانادا                                              | ۱۷ اکتبر ۲۰۱۸                                       | ۱۷ اکتبر ۲۰۱۸                                       |                                                     |
| مکزیک                                               | ۲۸ ژوئن ۲۰۲۱                                        | صادر نشده                                           |                                                     |
| مالت                                                | ۱۴ دسامبر ۲۰۲۱                                      | صادر نشده                                           |                                                     |
| تایلند                                              | ۹ ژوئن ۲۰۲۲                                         | ۹ ژوئن ۲۰۲۲                                         |                                                     |
| لوکزامبورگ                                          | ۲۱ ژوئیه ۲۰۲۳                                       | صادر نشده                                           |                                                     |
| آلمان                                               | ۱ آوریل ۲۰۲۴                                        | صادر نشده                                           |                                                     |